# ルパン三世 生きていた魔術師
『ルパン三世 生きていた魔術師』（ルパンさんせい いきていたまじゅつし）は、モンキー・パンチ原作のアニメ『ルパン三世』のOVA第2作。

## 概要
本作品は、2002年4月3日に発売されたOVAで、『TV第1シリーズ』第2話「魔術師と呼ばれた男」に登場し、ルパン三世に敗北したパイカルがルパンに復讐を果たすべく復活。ルパンとパイカルとの31年ぶりの対決を軸に「天球の水晶」をめぐってストーリーが展開する。1987年にOVAとして発売され、同時に劇場公開もされた第1作『ルパン三世 風魔一族の陰謀』以来15年ぶりのOVA作品となる。
前作のOVAである『風魔一族の陰謀』では声優陣が総入れ替えされて製作されたため、今作は初のTV第2シリーズのキャスト出演によるOVAとなった。
本作は『TV第1シリーズ』を踏襲して作成されており、キャラクターデザインも大塚康生調のもので、ルパンのジャケットの色は緑、次元大介は青いシャツに白いネクタイ、銭形警部の帽子は黒である。『TV第1シリーズ』のカラーリングも『風魔一族の陰謀』以来実に15年ぶりである。本物の銭形はワンシーンのみの出演（『TV第1シリーズ』第2話「魔術師と呼ばれた男」では銭形は出演していない）。オープニングのタイトルバックはホワイトなど細かい演出まで1stシリーズが意識されている。
音声は『ルパン三世シリーズ』としては初めて5.1chサラウンドが採用された。またCGの多用や背景の一部に実写映像を使用するなどOVAならではの斬新な演出も見られる。
エンディングは峰不二子がバイクで疾走するシーンのリメイクである。音楽は現在も放送されているTVスペシャルなどと同様に大野雄二が担当し、「ルパン三世のテーマ」も使用されているが、TV第1シリーズの音楽を担当した山下毅雄の作風に近いBGMに仕上がっている（新曲は2・3曲で、ほとんどは過去のTVスペシャルの物が使用されている）。
東京アニメアワード2003・オリジナルビデオ部門/優秀作品賞受賞

## あらすじ
世界的な怪盗、ルパン三世が今回狙うのは「天球の水晶」。7本ある水晶のうちの1本がフランスの大富豪の手にあることを知ったルパンは、予告状を送りつけた。
予告状を聞きつけて銭形警部も警備に加わり厳戒態勢を敷く。その頃、館全体が突如として停電、ショーに出演していた大富豪の娘3人の衣服が消滅してしまい全裸の3人だけがライトアップされ注目を集めてしまう。ルパンは混乱に乗じて見事に水晶を盗み出して逃亡を図る。だが、ルパンの行く手をふさぐ1人の影、銃声が鳴り響く。発砲してきたのは銭形警部だった。ルパンは銃弾をよけて逃走しながら、ふと思った。
「ニオイが違うぜ…"俺の知ってる銭形"とはな…」
ピエロに変装して倉庫に逃げ込んだルパンに銃を片手に持って銭形が迫る。
「貴様への恨み、ここではらしてもいいんだぞ、ルパン!」
銃を乱射しながら殺気立って迫り来る銭形。倉庫から再び逃げ出したルパンに、銭形が口から炎を吹きつける。炎から逃れたルパンを見届けた銭形は、宙に浮いて消え去った。
その後、地中海のとある街へ五ェ門の武道大会の様子を見るために赴いたルパンと次元の元へ、不二子が助けを求めて現れる。理由を問いただすルパンに、不二子はある男に追われているのだと告白する。
その男こそ、魔術師と呼ばれた男、パイカル。

そして翌晩、ついにパイカルがルパンたちの元へ現れる。
「天球の水晶を渡せ」
パイカルは再びルパンに迫ったが、ルパンたちの攻撃に一旦自分の住む島へと退散する。翌日、ルパンたちはパイカルの住む島へと赴く。果たして天球の水晶は誰の手に!?

## ゲストキャラクター
パイカル
声 - 野沢那智
重傷を負いながらも奇跡的に生還し、ルパンに復讐を果たそうとする。超音波を人為的にコントロールするために必要な「天球の水晶」を狙い、ルパンから水晶を奪い取ろうとする。不二子と手を組んでいたが、裏切られてしまい逃走する。そしてそこをルパンに撃たれ海中に落ちてしまう。その後の生死は不明。

## 声の出演
- ルパン三世 - 栗田貫一
- 銭形警部 - 納谷悟朗
- 次元大介 - 小林清志
- 石川五ェ門 - 井上真樹夫
- 峰不二子 - 増山江威子
- パイカル - 野沢那智
- 謎の老人 - 青野武
- 大富豪 - 滝口順平
- ソムリエ - 落合弘治
- 客 - 楠大典
- ガードマン - 江川大輔
- アナウンス - 奥田啓人
- 女アナウンサー - 小池亜希子
- 娘A - 山田美穂
- 娘B - 菅原祥子
- 娘C - 高森奈緒

## スタッフ
- 原作 - モンキー・パンチ（中央公論新社刊）
- 監督 - 浜津守
- 脚本 - 葛城稜
- 音楽 - 大野雄二
- キャラクターデザイン・作画監督 - 平山智
- 撮影監督 - 大坪聡
- 音楽監督 - 鈴木清司
- 音響監督 - 加藤敏
- 美術監督 - 宮野隆
- メカニックデザイン・作画監督補佐 - をがわいちろを
- 絵コンテ - 浜津守
- 編集 - 佐野由里子
- 色彩設計 - 伊藤純子
- 特殊効果 - 林好美
- プロデューサー - 水沼健二、大島満、小野利恵子
- CG製作 - P・R・O
- 録音スタジオ - アオイスタジオ
- 音響製作 - 東北新社
- 撮影協力 - トムス・フォト
- オリジナルサウンドトラック - 「ルパン三世 生きていた魔術師」
- 製作 - トムス・エンタテインメント、バップ、日本テレビ放送網、日本テレビ音楽